# Alberto Augusto Crespo
Alberto Augusto Crespo (Buenos Aires, Argentina, 16 de enero de 1920-Ibídem, 14 de agosto de 1991) fue un mecánico y piloto argentino de automovilismo que participó en distintas competencias de fuerza libre de su país, además de haber participado en 1952 en Fórmula 1.
Nació en el tradicional barrio de Belgrano y en 1948 participó por primera vez una carrera oficial, cuando se disputó el Gran Premio otoño de Palermo que fue ganado por Juan Manuel Fangio.

## Carrera
En 1949 obtuvo su primer triunfo en San Francisco, además se clasificó segundo en las finales de Mar del Plata, La Cumbre y Villa María, además finalizó en el tercer lugar en la carrera disputada en Unquillo.
Fue un experto en mecánica y tuvo buenos resultados como técnico y preparador. Participó en reiteradas ocasiones en los Grand Prix de Buenos Aires, participando también en el Gran Premio de Chile de 1950. En los años 1950 y 1951 fue distinguido con los títulos de campeón de "Fuerza Limitada" y "Fuerza Libre", respectivamente.
En la Temporada 1952 participó en una carrera de la Fórmula 1 en el equipo Enrico Platé, con un Maserati. Fue en el Gran Premio de Italia disputado en el Circuito de Monza, donde clasificó en el puesto 26° el día sábado, no pudiendo largar el día domingo.
Después de su experiencia en Europa volvió a Argentina y logró ganar algunas carreras en su Alfa Romeo, pero no pudo lograr repetir la obtención del título. En 1956 debutó con una nueva máquina motorizada con un motor Alfa Romeo de seis cilindros que se caracterizó por la prolijidad en su presentación. Aquel fue su último año en la alta competencia, posteriormente se retiró de las pistas para dedicarse a los negocios y a la vida familiar.
Falleció el 14 de agosto de 1991 a los 71 años.

## Resultados

### Fórmula 1
| Año  | Escudería    | 1   | 2   | 3   | 4   | 5   | 6   | 7   | 8       | Pos. | Puntos |
| ---- | ------------ | --- | --- | --- | --- | --- | --- | --- | ------- | ---- | ------ |
| 1952 | Enrico Platé | SUI | 500 | BEL | FRA | GBR | GER | NED | ITA DNQ | NC   | 0      |

- [8]